# Not That Far Away
Not That Far Away (deutsch Nicht so weit weg) ist ein Song der US-amerikanischen Country-Sängerin Jennette McCurdy, der am 24. Mai 2010 im Radio und am 1. Juni 2010 als Download veröffentlicht wurde. Am 10. Juli 2010 erschien er auf der gleichnamigen EP. Der Song wurde von Jennette McCurdy, Blair Daly und  Rachel Protor geschrieben und von Paul Worley produziert.

## Inhalt

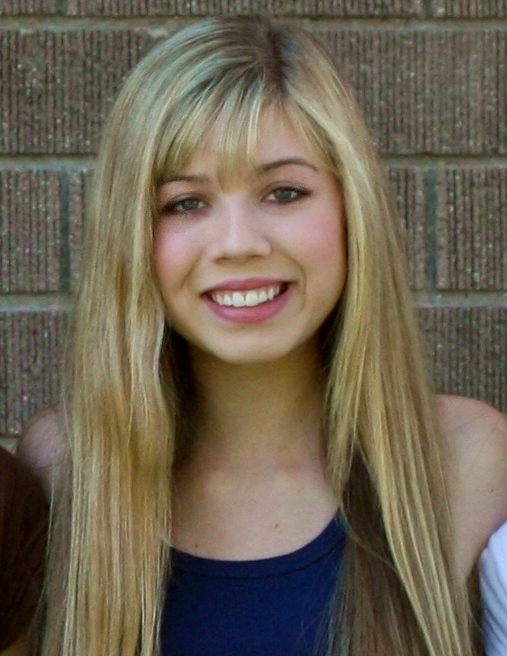
Jennette McCurdy (2008)

Not That Far Away ist ein Song mit erhöhtem Tempo, in dem vor allem Banjos und Elektrogitarren, darunter auch Steel Guitars, vorkommen. Im Text beschreibt die Erzählerin das Szenario eines jungen Mädchens, das davon träumt, eine Countrymusikerin zu werden, und daher nach Nashville in Tennessee aufbricht. Dabei versichert sie ihrer Mutter, dass sie „nicht so weit weg“ von ihrer Heimatstadt in Kalifornien ist. 
McCurdy sagt, dass „dieser Song wirklich das letzte Jahr meines Lebens einfängt. Ich habe in Nashville für meine Platte geschrieben und sie aufgenommen und bin meinem Traum gefolgt, während ich meine Familie und Freunde in Garden Grove (Kalifornien) wirklich vermisst habe.“ In einer Abstimmung wurde der Song von den Fans mit 30 % als Debütsingle gewählt. Zur Abstimmung standen die sechs Titel ihrer geplanten EP Not That Far Away, von denen jeweils ein Ausschnitt als Entscheidungsgrundlage veröffentlicht wurde.

## Rezeption
Jim Malec von The 9513 gab dem Song einen gesenkten Daumen und verglich ihn mit etwas, das Carrie Underwood möglicherweise aufnehmen würde. Er glaubt, dass McCurdy „sich als im Allgemeinen fähige Sängerin unter Beweis stellt,“ aber ihrer Stimme „Underwoods makellose tonale Qualität, außerordentliche Stimmkontrolle und unglaubliche Power fehlt.“
Jim Kiest merkte an: „Ein vollkommen glaubwürdiges, ziemlich leicht zu vergessendes, Countrydebüt über das Verfolgen von Träumen… Fans ihrer Serie haben McCurdy vielleicht als ein böses-Mädchen-Pendant zu Taylor Swift gehalten; hofft weiter, Kinder, bisher ist es nicht passiert.“

## Musikvideo
Das Musikvideo unter der Regie von Roman White wurde in Watertown (Tennessee) gedreht und am 14. August 2010 auf Nickelodeon und CMT veröffentlicht. Im Video zieht McCurdy in ein neues Zuhause ein, richtet es mit Möbeln ein und hängt Bilder auf, die sie mit ihrer Mutter zeigen. Dann nimmt sie ihre Gitarre und spaziert durch die Stadt, dabei geht sie in ein Café, in dem sie den Song bei einem Offenes-Mikro-Abend vorträgt. Während des ganzen Videos sieht man McCurdy, wie sie telefoniert und etwas in ein Tagebuch schreibt, außerdem singt sie den Song an verschiedenen Orten.

## Chartplatzierung
Not That Far Away kam in der Woche ab dem 10. Juli 2010 in die US-Billboard-Country-Songs-Charts und erreichte in derselben Woche den 58. Platz. Dies war die beste Platzierung des Songs.